# Laura Gauthier
Laura Emmanuelle Herlihy-Gauthier (Bourg-Saint-Maurice, 27 gennaio 1985) è una conduttrice televisiva e conduttrice radiofonica francese naturalizzata italiana.

## Biografia
Si trasferisce in Italia, a Varese, quando è ancora molto giovane. All'età di 14 anni comincia a frequentare le discoteche della sua città, dove incontra Alex Farolfi che successivamente le propone di collaborare con Radio Deejay per registrare dei jingle per il suo programma Mixing for You. Nel 2000 diventa la voce ufficiale di Radio Deejay.
Frequenterà la Scuola europea di Varese fino a 18 anni.

## Carriera
Nel 2004 conduce con Ilario Playdeejay in onda dal lunedì al venerdi dalle 16 alle 18 su Radio Deejay. Da quell'anno è impegnata anche in tv con alcune telepromozioni. Prima su Rai 2, all'interno del programma di Linus Notti Europee: I figli di Eupalla (talk show sul Campionato europeo di calcio 2004) e successivamente per Italia 1.
Nel 2005 conduce su All Music la classifica dance. Tra i suoi impegni non mancano le serate in discoteca come animatrice. Ogni anno partecipa ai tour e agli eventi di Radio Deejay Sabato Live! e Motor Show.
Dal 2008 conduce su m2o il primo programma pop dell'emittente del gruppo Espresso (stesso di Radio Deejay, Radio Capital e Deejay TV) il sabato e la domenica dalle 13 alle 14.
Dal 2009 al 2015 diventa un'inviata del programma di Italia Uno Le Iene.
Dal 2011 conduce i daytime del programma di Sky Uno Lady Burlesque.
Nell'aprile 2011 su Deejay TV è stata la protagonista della docu 24/7, nella quale racconta in prima persona esperienze vissute in ambienti estremi, inusuali o nascosti. Nel corso dei cinque episodi diventa cadetta dei parà, assistente di uno stilista, ballerina di lapdance, Hare Krishna oppure membro dell'equipaggio in una nave da crociera.
Dal 3 agosto 2011 è in onda su Radio 105, con Dario Spada nello show mattutino estivo Summer Non Stop. Da Sabato 10 settembre inizia a condurre sempre su Radio 105 "105 Love's Music" successivamente conduce saltuariamente anche "105 Music & Cars" sempre su radio 105.
Dal 18 agosto 2014 è in onda su Radio 105, con Daniele Battaglia nello show mattutino estivo Summer Non Stop, in sostituzione di Tutto esaurito.
Dal 7 gennaio 2019 è in onda su Radio Number One.

## Programmi televisivi
- 24/7 (2011-2016)
- Mai dire grande Fratello Show- Ormoni e Neuroni (2007)
- Le Iene (2009-2015)
- Lady Burlesque (2011)
- Affinities Shopping (2012-in corso)

## Videoclip
- Gioia nel cuore - Rio (2011)

## Filmografia

### Cinema
- Natale a casa Deejay, regia di Lorenzo Bassano (2004)